# Brattøya
Brattøya – niezamieszkana wyspa w Norwegii, blisko granicy ze Szwecją, na Iddefjorden, w mieście Halden, w regionie Østfold.